# Durbin Feeling
Durbin Duran Feeling, més conegut com a Durbin Feeling, (en llengua cherokee: ᏫᎵ ᏚᎥᎢᏅ; romanitzat: Wili Duvinv) (Locust Grove, 2 d'abril de 1946 - Tahlequah, Oklahoma, Estats Units, 19 d'agost de 2020) fou un lingüista i professor universitari cherokee, considerat el major activista contemporani en la defensa de la llengua cherokee.

## Orígens
Feeling nasqué el 2 d'abril de 1946 a la comunitat de Little Rock, al l'est del municipi de Locust Grove, a l'estat d'Oklahoma, i tingué com a pares a Jeff i Elizabeth Feeling. El cherokee fou la seva primera llengua i aprengué anglès al primer curs escolar. Començà a llegir el sil·labari cherokee amb 12 anys. Feeling fou de religió baptista.
L'any 1964 es graduà a la Chilocco Indian School, un internat estatunidenc indígena, i l'any 1966 obtingué el títol d'associat al Bacone College. L'any 1967 fou incorporat a l'exèrcit dels Estats Units i serví com a tirador de porta a la guerra del Vietnam. Començà a escriure en sil·labari cherokee quan enviava cartes a la seva mare des del Vietnam. Fou guardonat amb la condecoració del Cor Porpra i l'any 1970 fou donat d'alta amb honors.

## Carrera
Començà el seu treball amb la llengua cherokee quan tornà del Vietnam. L'any 1975 escrigué, en coautoria, el primer diccionari cherokee-anglès. A data de 2020, el Cherokee–English Dictionary encara esdevenia la «publicació estàndard per a la referència de la llengua cherokee».
L'any 1979 obtingué el títol de llicenciat en periodisme per la Northeastern State University i l'any 1992 un màster en ciències socials per la Universitat de Califòrnia a Irvine.
Com a professor ensenyà cherokee en algunes universitats, com ara la d'Oklahoma, la de Tulsa i la de Califòrnia. Fou autor o col·laborador de diversos llibres i articles de recerca sobre la llengua cherokee. Els seus materials per a aprenents de cherokee continuen sent molt utilitzats, i molts professors de cherokee aprengueren d'ell.
Entre 1976 i 2020 treballà per a la Nació Cherokee, incorporat al seu departament de traducció i tecnologia de la llengua. A la dècada de 1980 afegí el sil·labari de cherokee a un processador de textos. També contribuí a l'addició del sil·labari de cherokee a l'Unicode, que permet que estigui àmpliament disponible en ordinadors i telèfons intel·ligents.

## Impacte, mort i llegat
Per les seves contribucions a la preservació del cherokee, fou nomenat Tresor Nacional per la Nació Cherokee i fou guardonat amb un doctorat honorífic per la Universitat Estatal d'Ohio. El principal cap de la Nació Cherokee, Chuck Hoskin Jr., el definí com «un Sequoyah modern» (fent referència a Sequoyah, l'inventor del sil·labari cherokee) i digué que «tot el que fem per revitalitzar la llengua és a causa de Durbin». L'any 2019, la Nació Cherokee el trià com el primer signant del Rol de Parlants de la Llengua Cherokee.
Morí el 19 d'agost de 2020 a Tahlequah, Oklahoma, als 74 anys.
El nou centre d'aprenentatge d'idiomes de la Nació Cherokee serà nomenat Centre de Llengua Durbin Feeling en honor seu. El Museu d'Història Natural Sam Noble d'Oklahoma compta amb una col·lecció que conté materials en llengua cherokee, incloent cartes de i per a membres de la seva família.

## Obres seleccionades
- 1974: Cherokee–English Dictionary. Cherokee Nation of Oklahoma.
- 1994: A structured approach to learning the basic inflections of the Cherokee verb, Neff Publishing Company.
- 1994: An Outline of Basic Verb Inflections of Oklahoma Cherokee, Indian University Press, ISBN 978-0-940392-07-6 (amb Charles D. Van Tuyl)
- 2002: «Morphology in Cherokee Lexicography» a Making dictionaries: Preserving indigenous languages of the Americas, núm. 60 (amb William Pulte)
- 2002: See-say-write: Method of Teaching the Cherokee Language, Cherokee Nation-Indian Adult Education (com a editor)
- 2003: A handbook of the Cherokee verb: a preliminary study, Cherokee Heritage Center (amb diversa autoria)
- 2010: «Why revisit published data of an endangered language with native speakers? An illustration from Cherokee» a Language Documentation & Conservation, núm. 4, pàgs. 1-21 (amb diversa autoria)
- 2015: Cherokee Hymn Book, Penguin International Publishing, ISBN 978-0-692-47367-2 (amb Lisa Christin Christiansen)
- 2015: «Collaborative documentation and revitalization of Cherokee tone» a Language Documentation & Conservation, núm 9, pàgs. 12-31. (amb diversa autoria)
- 2018: Cherokee Narratives: A Linguistic Study, University of Oklahoma Press.